# Hubert I. Culemborški
Hubert I. Culemborški tudi Hubert III. Beuzihemski (ok. 1240 - Utrecht, 20. marec 1309), omenjen tudi tako kot njegov oče, Hubert de Schenk (čeprav gre ta čast bolj njegovemu očetu, ki je bil verjetno prvi dedič), je bil gospod Culemborški, Vuilkopski in Lanksmeerški; bil je tudi dedni točaj knezo-škofije Utrecht.

## Življenje
Njegov oče je bil Hubert Schenk ali Hubert II. Beuzihemski (sin Stevena Beuzihemskega) in matere Margarete Voorneške, hčerke Henrika Voorneškega. Hubert je prvič omenjen v listini iz 11. februarja 1271, s katero mu je bilo podeljeno v fevd gospoščina Vuilkop. 4. julija 1281 mu je bilo podeljeno v fevd kos zemlje, ki je bil znan kot 'Kuilenburg'. 21. novembra 1281 mu je je grof Gelderski tudi podelil v fevd posest, po kateri se je prvi oklical za gospoda Culemborškega. Hubert je bil tudi prvi graditelj gradu Culemborg.
Leta 1281 je Hubert podaril del posesti v Lanksmeerju kapitlju Oudmunster v Utrechtu, ker je del zemlje v 'Kuilenburgu' pripadal temu kapitlju.
Hubert naj bi ustanovil ali razširil tudi prvi grad Schonauwen blizu Vuilkopa (blizu današnjega Houtena), kasneje pa je ta posest prešla v roke njegovega brata Dirka Splinterja Culemborškega. Po umoru Florisa V. Holandskega leta 1296 so se plemiči razdelili, Hubert se je politično odločil, da izbere Holandijo (na čelu z Volfertom I. Borselenskim), ker se je sprl s škofom Viljemom II. Berthoutom Mehelenskim. Leta 1297 je bil zadolžen za obleganje gradu IJsselstein, ki ga je branila Berta Heukelomska.  Okoli leta 1300 se je postavil na stran hiše Avesnes, med bitko med Flandrijo in Holandijo za Zeelandijo Bewestenscheldsko je bil general pod škofom Guyjem iz Avesnesa, imel je manjšo vlogo pri smrti Jana III. Renesejskega in Janeza II. Ledeškega, ko jih je zasledoval, so se ti privrženci flamske stranke med njihovim begom po Leku utopili v reki.
Hubert se je poročil z Margareto ali Geertruido Arkelsko (včasih imenovano tudi Elisabeta), hčerko Janeza I. Arkelskega; rodili so se jima naslednji otroci: 
- Margareta Beuzihemska
- Janez I. Culemborški, naslednik
- Sveder I. Beuzihemski, gospod Blumensteinski